# Sindacalismo rivoluzionario
Il sindacalismo rivoluzionario si riferisce ad una molteplicità di movimenti sindacali, uniti da una comune ideologia di base ed evolutisi in diverse direzioni su base nazionale, sviluppatisi maggiormente in Francia, Italia, Spagna, Argentina e Stati Uniti tra l'inizio del Novecento fino agli anni trenta.

## Princìpi

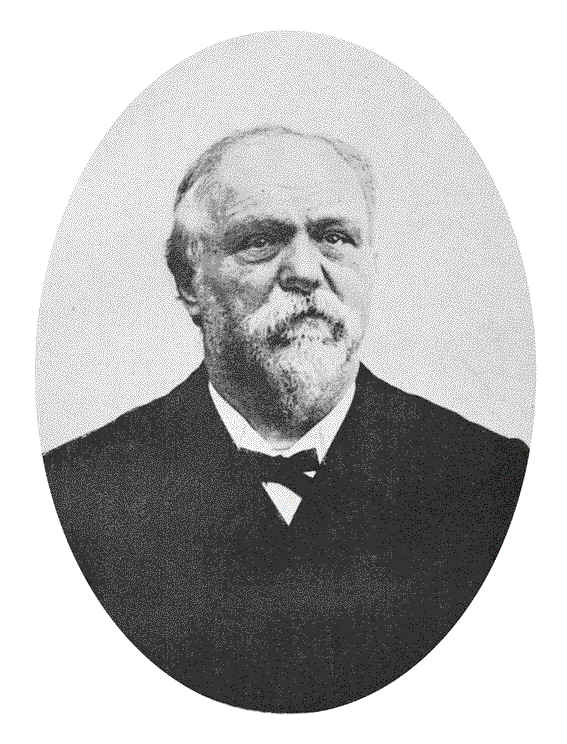
Georges Sorel, uno dei principali ideologi del sindacalismo rivoluzionario

Il principio fondamentale del sindacalismo rivoluzionario è l'indipendenza sindacale nei confronti sia dei partiti politici che dello Stato. Questo principio verte sull'idea che la classe operaia debba agire in maniera autonoma sul terreno della produzione e contando soltanto sulle proprie capacità, considerando tra i propri strumenti privilegiati lo sciopero generale e l'uso della violenza a scopi rivoluzionari. Il fine non è la conquista del potere politico, bensì la costituzione di una società basata ed organizzata per mezzo di sindacati di lavoro e di settore.

## Teorici
I principali ideologi del sindacalismo rivoluzionario furono i francesi Hubert Lagardelle, Georges Sorel e gli italiani, entrambi economisti, Arturo Labriola e Enrico Leone, le cui opere rappresentano una poco conosciuta lettura del pensiero marxista (nell'ambito del cosiddetto revisionismo di sinistra). Originariamente, inoltre, il movimento contò anche su una cospicua componente anarchica, specie in Francia e Spagna, come dimostrano gli esempi di Fernand Pelloutier e Émile Pouget e, addirittura, sul liberalismo economico (in Italia).
In Italia, Leone fu il teorico più organico. Pubblicò due libri, fondamentali per capire il pensiero del sindacalismo rivoluzionario in Italia, Il sindacalismo (1906) e La revisione del marxismo (1909). In quest'ultimo libro Leone tenta una sintesi fra marxismo e marginalismo edonista. Labriola, invece, fu senz'altro il più estroverso e originale. Pubblicò molti libri di politica, di storia e di economia. Fra i primi, va ricordato Riforme e rivoluzione sociale (1904, 2ª ed. 1906), fra i secondi Storia di dieci anni (1910), fra i terzi Marx nell'economia e come teorico del socialismo (1908). Egli era piuttosto critico sia verso il pensiero marxiano, di cui rilevava i limiti hegeliani, sia verso il pensiero liberale, di cui criticava l'eccessivo psicologismo edonista. In economia approdò ad una sorta di neo-ricardismo.

## In Italia

Alceste de Ambris

### Origini

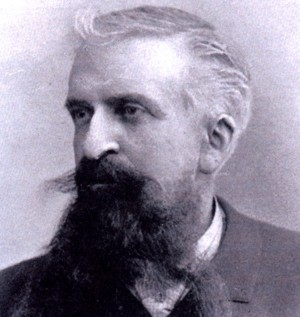
Gustave Le Bon

Il sindacalismo rivoluzionario nasce in seno al partito socialista come corrente di sinistra, avente i suoi prodromi nel socialismo partenopeo ed il suo battesimo di fuoco nel primo sciopero nazionale del settembre 1904. I suoi leader sono allora gli economisti Arturo Labriola e Enrico Leone. Le due riviste teoriche più in vista sono: "Il Divenire sociale" di Roma e "Pagine Libere" di Lugano.
Nel congresso di corrente del 1907 tenutosi a Ferrara, il sindacalismo rivoluzionario si scinde dal partito socialista ed avvia un lavoro sindacale, dapprima nelle campagne emiliane (Parma e Ferrara), poi nei centri industriali del Nord, nelle miniere della Toscana e nelle Puglie. I suoi organizzatori più attivi sono Alceste de Ambris, Filippo Corridoni, Ottavio Dinale, Michele Bianchi, Umberto Pasella.
Nel periodo pre-bellico il sindacalismo rivoluzionario presenta caratteristiche estremamente innovative ed inserite nella modernità. Gli appartenenti al movimento in Italia studiano la psicologia delle folle e le dinamiche associative di massa (in particolare i testi di Gustave Le Bon, Paolo Orano, Scipio Sighele), fenomeni in cui era culturalmente assente l'orientamento marxista, acquisendo strumenti capaci di spiegare loro i motivi dell'immobilità del proletariato europeo ed i modi per eliminare quel problema. Resisi consapevoli della complessità dei mezzi di informazione e persuasione atti alla mobilitazione di massa, tramite l'uso di miti e richiami all'irrazionale collettivo, i sindacalisti rivoluzionari dettero vita ad una sorta di socialismo aristocratico, guidato da una élite minoritaria altamente preparata, che sapesse fare uso di sociologia e psicologia nell'ambito politico diretto. Emblematici sotto questo aspetto furono Angelo Oliviero Olivetti e Sergio Panunzio.
I sindacalisti rivoluzionari si rendono perciò conto della dinamica in atto, che porta alla dominazione della società da parte di minoranze capaci di utilizzare sapientemente quegli strumenti. Essi ritengono che la democrazia parlamentare immobilizzi il proletariato, togliendogli energie e quindi annientandone l'indole potenzialmente rivoluzionaria in uno stato di soggezione permanente, il tutto a vantaggio del capitalismo, padrone dei sistemi di persuasione e di produzione di massa. Il compito dei sindacalisti rivoluzionari sarebbe quello di guidare la classe proletaria stessa contro le declinanti istituzioni dello Stato liberale e creare un nuovo Stato strutturato in sindacati.
Già dai primi anni del secolo, il sindacalismo rivoluzionario mosse soprattutto contro il riformismo socialista, che monopolizzava il movimento operaio, tentando di far emergere e riconoscere la propensione per i valori dell'attivismo, del dinamismo, dell'energia del volontariato, dell'interventismo. In questa visione, lo sciopero generale diventa l'evento culminante del movimento, quello in cui si concretizza il decisionismo della guida aristocratica e l'impeto rivoluzionario delle masse.

### Evoluzione nazionalista
Grazie agli elementi comuni, cominciano a crearsi legami ed apporti reciproci tra sindacalismo rivoluzionario e futurismo, il quale accresce l'elitarismo dell'altro e le sue venature nicciane già esistenti.
Almeno fin dal 1910, anno in cui Enrico Corradini parlando a Trieste pose in stretta parentela e congenialità sindacalismo e nazionalismo, i sindacalisti rivoluzionari si erano spostati verso tale impostazione ed aderirono con entusiasmo alla guerra libica. Le riviste di Olivetti ed Orano erano attraversate da forti accenti nazionali, parallelamente al movimento soreliano in Francia, mentre Edmondo Rossoni propose nel 1912 a New York un'organizzazione operaia nazionalista che difendesse i diritti dei lavoratori italiani all'estero.
Verrà seguito questo tracciato quando nel 1912 Olivetti e Panunzio guidano l'intero movimento sindacalista rivoluzionario sul tema della guerra italo-turca, arricchendo il tema nazionalistico ed evolvendolo dalla posizione risorgimentale di idea nazionale e quella conservatrice-patriottarda ad una visione di riscatto per un popolo giovane e pieno di energie come quello italiano, per essi capace di poter avanzare ben precise richieste in ambito internazionale.
(Angelo Olivero Olivetti Dal sindacalismo rivoluzionario al corporativismo)
Corradini evidenzia il mito pascoliano della grande proletaria, che sfida eroicamente le potenze capitaliste ed imperialiste, e lo riprende in occasione della guerra libica. Successivamente verrà nuovamente utilizzato, a conferma del filo conduttore tra i movimenti, durante la guerra etiopica del 1935-1936 e dell'assedio societario, ricordando la situazione del 1912 stesso.

### Unione Sindacale Italiana e fallimento della settimana rossa

Filippo Corridoni con Benito Mussolini durante una manifestazione interventista del 1915 a Milano

Nel biennio che va dal 1912 allo scoppio della prima guerra mondiale, il sindacalismo rivoluzionario vive il suo periodo più intenso. Oltre agli entranti sentimenti nazionalisti, nel '12 stesso nasce l'Unione Sindacale Italiana (USI), che farà concorrenza alla CGdL. Creata da Alceste de Ambris a Parma, la cui camera del lavoro nel 1907 aveva organizzato -e portato a termine con successo visto l'accoglimento delle richieste- in un breve lasso di tempo 34 scioperi di varie categorie, si sviluppò ed aumentò il proprio peso politico diffondendosi specialmente a Milano, dove riuscì a mantenersi sempre protagonista grazie all'attivismo ed all'organizzazione di Filippo Corridoni. La scissione dell'USI venne inizialmente osteggiata da Benito Mussolini, che tuttavia si decise ad appoggiarla dalla primavera del 1913, tanto che Corridoni poté affermare in un comizio: "nella lotta non siamo più soli: anche Mussolini è con noi". L'"Avanti!" infatti, diretto da Mussolini stesso, sostenne lo sciopero dei metalmeccanici del 19 maggio 1913 organizzato dall'USI, contro le direttive espresse da partito socialista e CGdL.
Molti ritengono che sia stato il successo del sindacalismo rivoluzionario, che anche Mussolini spinse in senso mazziniano ed interventista e che maturerà nel primo dopoguerra, a contribuire all'abbandono del partito socialista da parte del futuro Duce stesso che, già nel corso della Settimana rossa, presenta alcune moderate prese di distanza..
Nel giugno del 1914 si ebbe infatti il punto di svolta per il movimento sindacalista rivoluzionario. Organizzata la settimana rossa, concepita come l'espressione più alta dell'attivismo della classe operaia tramite il ricorso allo strumento dello sciopero generale, si risolse con un totale e traumatico insuccesso. Ciò provocò due conseguenze principali:
- la svolta di De Ambris che, fallito il tentativo insurrezionale, si spostò su un piano più politico che sindacale, improntato su una visione federalistico-repubblicana che vedrà la sua espressione a Fiume nell'ispirazione della Carta del Carnaro. Ciò dette luogo anche ai presupposti della scelta politica definitiva di De Ambris stesso che non aderirà mai al fascismo e resisterà ad ogni tentativo del fascismo stesso, poi al potere, di riacquistarlo;[12]
- il processo di autocritica e l'evoluzione teorica del movimento che, ricercando la convergenza con un fronte più ampio formato da socialisti, anarchici e repubblicani, andò a sfociare in quello che poi diventerà l'interventismo rivoluzionario.

### Interventismo

Termine di una manifestazione interventista dove al centro si scorge Filippo Corridoni

Quest'ultimo fronte, realizzatosi compiutamente nell'estate del 1914 dopo una spaccatura avvenuta all'interno dell'USI in cui De Ambris si espresse a favore di un intervento in guerra a fianco della Francia, incassa l'ingresso anche della forte sezione milanese capitanata da Corridoni all'interventismo e si salda con l'interventismo futurista, che nel frattempo era già passato all'azione di piazza con Marinetti e Boccioni.
Tutta la componente interventista venne espulsa dall'USI, diretta da allora dall'anarchico Armando Borghi, che restò su posizioni neutraliste ed internazionaliste.
(Filippo Corridoni durante un comizio interventista)
Il 5 ottobre 1914 Olivetti promosse la creazione del Fascio rivoluzionario d'azione internazionalista, in cui confluirono tutte le anime dell'interventismo sindacalista e futurista, lanciando un appello ai lavoratori italiani incitandoli ad abbracciare la causa. La battaglia interventista aveva come intento principale la critica al socialismo, bloccato su posizioni neutraliste e di aspettazione degli eventi, percepito quindi dai sindacalisti rivoluzionari come reazionario nei confronti della storia in movimento. La rivoluzione avrebbe dovuto, nelle loro idee, approfittare e sfruttare le coincidenze storiche come la guerra e rendere protagoniste negli eventi mondiali le masse che, presa coscienza del proprio potenziale, sarebbero state in grado di imporre i loro ideologie, metodologie ed interessi propri, in antitesi al vecchio ordine sociale e realizzandone un nuovo tipo. L'evento bellico venne considerato dai sindacalisti rivoluzionari come quell'avvenimento rivoluzionario che le avanguardie e le masse popolari attendevano invano da decenni e, sebbene non avesse avuto luogo all'interno del movimento operaio stesso, risultava necessario cavalcarlo e piegarlo ai propri interessi, in modo da creare il clima adatto alla realizzazione della rivoluzione..
Sempre Corridoni, in questo filone del suo pensiero volto alla patria e all'idea mobilitante-rivoluzionaria che da questa poteva scaturire, scrisse:
Molti hanno visto l'interventismo sindacalista rivoluzionario come fondamentale per la scelta di Mussolini di abbandonare il socialismo prima e, soprattutto per via dei rapporti intensi con Panunzio, Olivetti, De Ambris e Corridoni, si ebbe la spinta che portò Mussolini stesso alla svolta interventista e quindi all'accoglimento delle tesi di sfruttamento delle coincidenze storiche in ottica rivoluzionaria.

### Produttivismo nazionale
A partire dalla primavera del 1918 i maggiori esponenti del movimento cominciavano a determinare le prossime evoluzioni teoretiche dello stesso. Edmondo Rossoni esprimeva svariati accenni al produttivismo ed al riconoscimento dei valori nazionali, Olivetti parlava sempre sul settimanale di Rossoni di patriottismo operaio in ottica di "continuità della tradizione dei nostri grandi", creando i presupposti per il futuro sindacalismo nazionale.
La convergenza di idee tra le posizioni sindacaliste rivoluzionarie e nazionaliste avviene per mezzo di Corradini. Quest'ultimo realizzò un'evoluzione del vecchio nazionalismo egoista, reazionario e conservatore, in senso sociale: comprendendo l'impossibilità nella sua epoca di creare una politica di potenza senza il consenso delle masse, si convinse fosse necessario generare nella classe produttrice un nuovo interesse nei confronti della nazione, indicando l'evoluzione del nazionalismo in un imperialismo operaio, che trasponesse il proletario dalla logica di classe alla nazione.
Attraverso il travaglio intellettuale causato dalla guerra, il sindacalismo rivoluzionario interventista si avvicina quindi ad ottiche nettamente produttivistiche, accentuando le posizioni mussoliniane (Mussolini cambiò emblematicamente il sottotitolo del Popolo d'Italia da quotidiano socialista a quotidiano dei produttori). In tal modo pervennero all'idea non tanto di negare la lotta di classe a difesa degli interessi di categoria, quanto la loro composizione in vista del comune interesse superiore nazionale, all'interno del quale la classe operaia avrebbe dovuto ricoprire un ruolo egemone per il ruolo fondamentale ricoperto in guerra ed il patriottismo operaio nato in trincea. In quest'ottica mutava anche la funzione dello sciopero, visto non più come esclusivamente al servizio della lotta di classe ma, al contempo e secondo una linea già tracciata da Corridoni nel 1912, anche strumento per un miglioramento sia qualitativo che quantitativo della struttura industriale.
Queste nuove idee trovarono sfogo nella creazione dell'Unione italiana del lavoro (UIL), nel giugno 1918 a Milano, da parte di Rossoni e De Ambris. Al congresso costitutivo si scontrarono due visioni: quella di Rossoni, che propendeva per l'indipendenza del sindacalismo dai partiti, e quella di De Ambris, fautore di un vincolo saldo tra sindacato e politica. Quest'ultima sarà però quella maggiormente apprezzata da Mussolini e darà luogo ad un periodo (1919-20) di forte convergenza tra i due, con l'appoggio ideologico offerto da De Ambris stesso al programma dei Fasci italiani di combattimento (23 marzo 1919), da cui prenderà poi spunto il sindacalismo fascista per le attuazioni in fase governativa.
Solo pochi giorni prima, il 16 marzo 1919, al Dalmine si verificò la prima occupazione con autogestione operaia della storia italiana, organizzata dai sindacalisti rivoluzionari stessi. Il fatto eclatante, che destò scalpore, fu però soprattutto la continuazione della produzione, d'accordo con l'ottica produttivista che aveva acquisito il movimento: gli operai autorganizzati continuarono infatti il lavoro, issando sulla fabbrica il tricolore nazionale. Due giorni dopo lo stesso Benito Mussolini raggiungerà gli stabilimenti.

### Rottura con il fascismo
Il connubio tra sindacalismo rivoluzionario e fascismo sansepolcrista durò fino alla fine del 1920 quando, in conseguenza della grave sconfitta elettorale della fine del 1919, Mussolini operò la strategia della virata a destra per aprirsi maggiori spazi politici e, staccandoli dalla UIL, creò i Sindacati economici, che nel gennaio 1922 diventeranno poi la Confederazione nazionale delle Corporazioni sindacali fasciste, dirette da Rossoni e dipendenti dal Partito nazionale fascista.
La crisi tra i due movimenti si attuò essenzialmente sul nodo della concezione del rapporto tra economia e politica. Da una parte il fascismo, che riteneva fondamentale che ogni dinamica attraversi la nazione sia controllata dallo Stato, dall'altra i sindacalisti rivoluzionari, che vedevano questa posizione come antitetica ai propri canoni libertari ed autonomisti e concepivano la nazione come identità e sostanza storica di un popolo, ma lo Stato come sistema di potere di una classe esclusiva.
All'irrompere di questa crisi contribuì anche la questione fiumana: il raffreddamento di Mussolini, che non aveva visto favorevolmente il trattato di Rapallo (1920), nei confronti di D'Annunzio, realizzò al contrario un avvicinamento dei sindacalrivoluzionari con il fiumanesimo. La collaborazione tra questi ultimi due movimenti darà vita nell'ottobre 1922 alla rivista La Patria del popolo, recante il sottotitolo "settimanale sindacalista-dannunziano".

### Fine del movimento
Nello stesso momento, però, si verificherà la Marcia su Roma (28 ottobre 1922). Ciò non sopì le intenzioni dei sindacalisti rivoluzionari, che tentarono la creazione di un fronte spostato a sinistra, anche con elementi socialisti, progettando una sorta di costituente sindacale per preservare il movimento dalle contaminazioni parititiche e stataliste, in contrapposizione alle Corporazioni di Rossoni. La volontà del movimento andò scemando in una parabola discendente. Con l'edificazione dello Stato fascista, infatti, la storia del sindacalismo rivoluzionario si disperde nelle storie e nelle vicende personali dei suoi singoli interpreti ed esponenti, esaurendo la sua funzione storica, pur avendo impresso a fondo la sua immagine e le sue idee su quel movimentato periodo della storia italiana, sui suoi protagonisti e sull'egemonia fascista che andava affermandosi.
I sindacalisti rivoluzionari, in larghissima parte, aderirono, prima o dopo, al fascismo (Olivetti, Panunzio, Orano, Dinale, Lanzillo, ecc) con poche eccezioni, come De Ambris, che preferì l'esilio. Mentre altri ancora, con l'esempio di Filippo Corridoni, erano già morti in trincea da volontari nella Grande Guerra, dimostrando l'idealismo e la fede disinteressata nei propri ideali che fecero del sindacalismo rivoluzionario un movimento reale ed ideologicamente onesto e non filosoficamente astratto.
(Tullio Masotti nel 1935)

## Nel mondo
Il sindacalismo rivoluzionario nacque in Francia come raggruppamento di correnti all'interno della Confédération générale du travail (CGT), che si opponevano all'influenza della corrente politica dei guesdisti. Un accordo fra queste correnti permise al congresso nazionale del 1906 il voto di quella che divenne la celebre Charte d'Amiens. Victor Griffuelhes fu segretario della confederazione in quegli anni. Sin dal 1908, con l'arrivo alla direzione di Louis Niel e soprattutto di Léon Jouhaux, prese una piega più moderata, che farà contrasto con la linea radicale delle componenti sindacaliste rivoluzionarie europee rimaste minoritarie nell'ambito delle rispettive realtà sindacali nazionali.
In Spagna, l'ideologia sindacalista rivoluzionaria è stata incarnata dalla Confederación Nacional del Trabajo (CNT), che si costituì nel 1910 e che ebbe la massima diffusione nel primo dopoguerra, rappresentando l'ossatura dell'opposizione popolare al golpe franchista soprattutto in Catalogna ed in particolare nei primi mesi della guerra civile.
In Argentina, il sindacalismo rivoluzionario, mescolato a tendenze anarchiche, ebbe grande importanza tra il 1905 e la fine degli anni venti attraverso la Federación Obrera Regional Argentina (FORA) che nel 1915 si scisse in due sindacati.
Negli Stati Uniti, fu il sindacato industrialista degli Industrial Workers of the World (IWW) che incarnò tra il 1905 e il 1924 il sindacalismo rivoluzionario in quel paese.

## Maggiori esponenti
All'estero:
- Georges Sorel
- Hubert Lagardelle

In Italia:
- Arturo Labriola
- Enrico Leone
- Filippo Corridoni
- Alceste de Ambris
- Edmondo Rossoni
- Angelo Oliviero Olivetti
- Sergio Panunzio
- Ottavio Dinale
- Michele Bianchi
- Paolo Orano
- Agostino Lanzillo
- Umberto Pasella